# Alleyrac

Alleyrac este o comună în departamentul Haute-Loire, Franța. În 2009 avea o populație de 124 de locuitori.